# Gouli
Ne doit pas être confondu avec Goulli.
Gouli est une localité située dans le département de Lalgaye de la province de Koulpélogo dans la région Centre-Est au Burkina Faso.